# Pomplamoose
Pomplamoose es un dúo musical estadounidense compuesto por los multi-instrumentistas californianos Jack Conte y Nataly Dawn. El dúo se formó en el verano de 2008 y vendió aproximadamente 100,000 canciones en línea en 2009. Son conocidos por su variado estilo musical, al mismo tiempo que ellos rechazan ser etiquetados en un solo género en particular. Jack y Natalie se casaron el 25 de mayo de 2016.

## Etimología
El nombre de la banda deriva de la palabra francesa pamplemousse  que significa pomelo. Pomplamoose, es similar a la pronunciación francesa al idioma inglés

## Grabaciones y actuaciones
La principal presencia de Pomplamoose ha sido sobre todo en vídeos de YouTube y MySpace, con pocas actuaciones en vivo. Consiguieron más de 429.000 suscriptores y 100 millones de espectadores en su canal de YouTube el 19 de agosto de 2014. El primer reconocimiento del grupo se produjo cuándo su actuación en el vídeo de "Hail Mary" fue presentado en la portada de Youtube.
El dúo produjo recientemente el último álbum de estudio de Julia Nunes.
Sus vídeos son mayormente son "VideoSongs"(videoclips), un medio que Jack Conte define con dos reglas:
1. Lo que ves es lo que oyes. (Ningún playback para instrumentos o voz)
2. Si lo oyes, sale en algún sitio y lo puedes ver. (No hay sonidos escondidos)

El 11 de abril de 2010, la banda fue entrevistada en el programa de la NPR es All Things Considered. Conte habló sobre su libertad a la hora de grabar un disco.
También en abril de 2010, su versión "Mr. Sandman" se utilizó en un anuncio para el Toyota Avalon, rodado en una estación de tren art-deco.
En septiembre de 2010, Pomplamoose grabaron en colaboración con Allee Willis un tema llamado "Jungle Animal". Willis contactó el dúo después de oír su versión "September" de Earth, Wind & Fire y les ofreció escribir una canción nueva para ellos.
Durante la Navidad de 2010, Pomplamoose participó en varios anuncios con el estilo de sus vídeos de YouTube para Hyundai cantando sus versiones de clásicos de la Navidad como "O Come All Ye Faithful", "Jingle Bells", "Up on the Housetop" and "Deck the Halls".
En 2011, Pomplamoose comenzó un webcast semanal interactivo de media hora que llamaron “Hey, It's Pomplamoose: A Show about Pomplamoose and Other Things” que emitían cada martes.
Pomplamoose fue telonero del concierto de OK Go en Washington D.C., grupo que también son muy populares por sus vídeos en YouTube.

## Caridad
El 8 de noviembre de 2013, Pomplamoose actuó en "Lens", el 16º Mateo Messina concierto de beneficencia anual en la sala Benaroya de Seattle para el Seattle Children's Hospital.
En noviembre de 2010, Pomplamoose creó una campaña de lectura para un distrito escolar en Richmond, California, ofreciendo una descarga gratis de un álbum cualquiera a quién comprase un libro para ese distrito escolar. La campaña consiguió más de 11.000 libros.

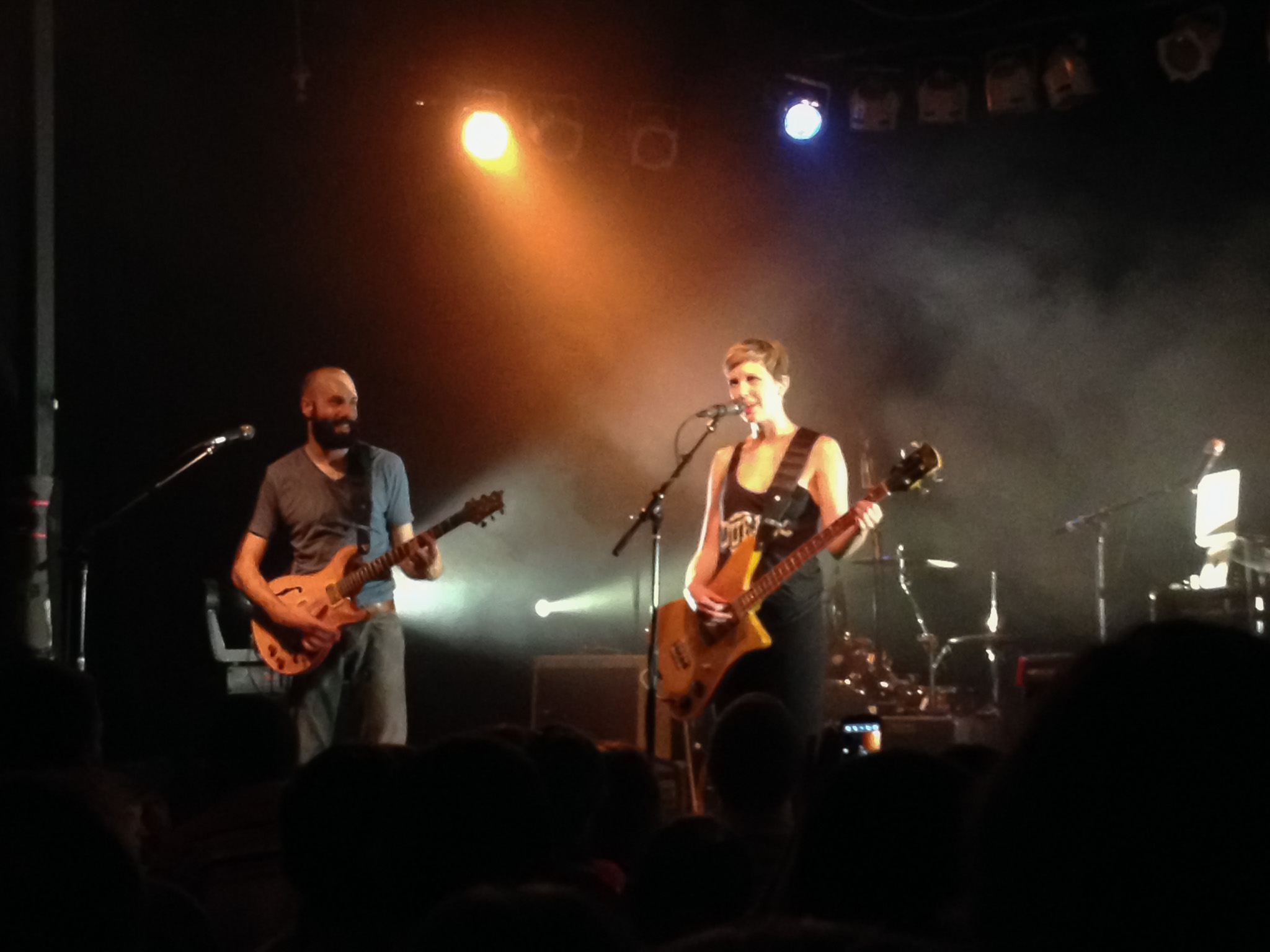
Pomplamoose actuando en 2014

## Discografía

### Álbumes
- Pomplamoose (2009)

1. "Expiration Date"
2. "Little Things"
3. "Beat the Horse"
4. "Hail Mary"
5. "Centrifuge"
6. "Twice as Nice"
7. "Pas Encore"
8. "Be Still"

- Tribute to Famous People (2010)

1. "My Favorite Things"
2. "La Vie en Rose"
3. "Nature Boy"
4. "Single Ladies (Put a Ring on It)"
5. "September"
"Mister Sandman" (Presentando Ryan Lerman)
6. "Beat It"
7. "Makin' Out"
8. "I Don't Want to Miss a Thing"
9. "Telephone"

- the album you bought at our show (thanks for that) (2011)

1. "River Shiver"
2. "Single Ladies"
3. "Beat the Horse"
4. "Centrifuge"
5. "September"
6. "Another Day"
7. "Mister Sandman"
8. "If You Think You Need Some Lovin'"
9. "Achin' Heart"
10. "Telephone"

- Hey It's Pomplamoose (2012)

1. "Hey Es Pomplamoose"
2. "Fly Away"
3. "Achin' Heart"
4. "Let's Go For a Ride"
5. "River Shiver"
6. "Angry Birds Theme"
7. "Monster Mask"
8. "Summer Place"
9. "Bust Your Knee Caps"
10. "Goodbye Song"
11. "Three Blind Mice"

- Pomplamoose: Season 2 (2014)

1. "Video Killed the Radio Star"
2. "Come Out to Play"
3. "Pharell Mashup"
4. "Fight Back"
5. "Wake Me Up Before You Go-Go"
6. "Get That Body Back"
7. "Lorde 2Pac Beck Mashup"
8. "Puttin' On the Ritz"
9. "Keep It Together"
10. "Believe"
11. "The Internet is Awesome"
12. "Outro"

- Besides (2015)

1. "I'm the Shit"
2. "I Feel Good"
3. "Come Together"
4. "Like a Prayer"
5. "Like a Million"
6. "Walking on Sunshine"
7. "Steve Wonder Herbie Hancock Mashup"
8. "Pay Attention"
9. "All About That Super Bass"
10. "Uptown Funk"
11. "I Wanna Be There"
12. "30 Rock"
13. "Somewhere Over the Rainbow"

### Extras
- 3 New Songs Woot! (2010)

1. "If You Think You Need Some Lovin'
2. "Another Day"
3. "I Don't Know"

- Christmas in Space (2010)

1. "Up on the House Top"
2. "Jingle Bells"
3. "Deck the Halls"
4. "Dance of the Sugar Plum Fairy"
5. "Always in the Season"

- Don't Stop Lovin Me (2012)

1. "Don't Stop Lovin Me"
2. "I'll Be There in a Minute"

### Vídeos musicales
- "Don't Stop Lovin Me" (junio de 2012)
- "Do Not Push - A Gotye Call Me Maybe Mashup" (julio de 2012)
- "Batman Theme ("Do Not Push" Sequel)" (julio de 2012)
- "I'll Be There In a Minute" (agosto de 2012)
- "Hey It's Pomplamoose" (octubre de 2012)
- "Royals 2Pac Beck Mashup" (noviembre de 2013)
- "Pharrell Mashup (Happy Get Lucky)" (febrero de 2014)
- "Like a Million" (abril de 2014)
- "Puttin' On the Ritz" (abril de 2014)
- "30 Rock" (mayo de 2014)
- "Come Together" (junio de 2014)
- "Get That Body Back" (septiembre de 2014)
- "Fight Back (octubre de 2014)
- "Walking on Sunshine" (junio de 2015)

## Trabajo en solitario
Conte y Dawn mantienen carreras en solitario, subiendo vídeos a YouTube y canciones en iTunes.
Conte Ha grabado dos EPs - Sleep in Color and Nightmares and Daydreams. Los estrenó junto con las recopilaciones VideoSongs Volúmenes I-IV a través de iTunes. Conte usa un Electro-Harmonix como instrumento habitual ha sido utilizado en varios de sus vídeos. La primera aparición de Conte en algún medio de comunicación mainstream fue para doblar las voces del "personaje adolescente" en el popular videojuego Los Sims 2. Conte consiguió bastante popularidad a partir de que su vídeo "Yeah Yeah Yeah" fuese portada en Youtube. El vídeo, animado en stop motion, ha generó 898,010 vistas el 7 de diciembre de 2013. La mayoría de su música nueva se ha subido como sencillos en YouTube en forma de videoclips (ve Grabaciones y actuaciones).
En 2010, Nataly Down colaboró con Lauren O'Connell formando el proyecto del grupo paralelo My Terrible Friend.
En mayo de 2011, se anunció que Dawn se uniría a Barry Manilow en su nuevo álbum, titulado Fifteen Minutes, cantando "Letter From a Fan".
El 17 de julio de 2011, Dawn anunció que iba a lanzar su primer álbum en solitario . Comenzó una campaña de financiación en Kickstarter donde su objetivo mínimo era de 20.000 dólares y lo logró en solo 3 días. El 6 de septiembre de 2011, en la campaña de financiación del álbum participaron 2,315 personas que dieron un total de 104.788 dólares superando por más de cinco veces el objetivo original de 20.000 dólares. El álbum, How I Knew Her, se lanzó el 12 de febrero de 2013, por Nonesuch Records, y con colaboraciones de Conte, Ryan Lerman, David Piltch, Louis Cole y Matt Chamberlain.